# 塘尔垣寺
塘尔垣寺，位于中国青海省民和县塘尔垣乡松山村，为第五批青海省文物保护单位，公布日期为1988年9月15日，类型为古建筑。
塘尔垣寺的历史年代为清。